# FC Voorwaarts Nevele
FC Voorwaarts Nevele was een voetbalclub uit Nevele. De club werd opgericht in 1959 en sloot in 1960 aan bij de KBVB met stamnummer 6343.
In 1962 fuseerde de club met SK Nevele en ging met die naam en onder het nieuwe stamnummer 6570 verder.

## Geschiedenis
In Nevele bestond met SK Nevele al decennia een club die in het Katholiek Sportverbond speelde. 
In 1959 werd in het dorp FC Voorwaarts Nevele opgericht dat eerder van socialistische signatuur was.
Men deelde het terrein op de Oostbroek met SK Nevele, maar speelde in verschillende federaties. Nadat FC Voorwaarts eerst bij het Gentse Voetbalverbond speelde, maakte het in 1960 de overgang naar de KBVB. 
FC Voorwaarts nam één seizoen deel aan de competitie in de provinciale afdelingen. Men eindigde op de voorlaatste plaats in Derde Provinciale A in 1961-1962. Er waren slechts twee overwinningen behaald.
Onder druk van toenmalige burgemeester Wannijn gingen beide clubs in 1962 samen. Men behield de naam SK Nevele en koos voor blauw en wit als clubkleuren en ging verder in de KBVB onder het nieuwe stamnummer 6570. 
Het stamnummer van FC Voorwaarts ging daarbij verloren.